# 歌の贈り物 (エルヴィス・プレスリーのアルバム)
『歌の贈り物』(Something for Everybody)はエルヴィス・プレスリーの1961年のアルバム。

## 解説
収録曲は1961年3月12日から13日にかけてナッシュヴィルで12曲が録音され、「アイ・フィール・ソー・バッド」がシングルに使われたため、
映画「嵐の季節」用に録音された「アイ・ス
リップト,アイ・スタンブルド,アイ・フェル」を加えて発売された。
オリジナルではA面がバラードサイド、B面がリズムサイドと分けられていたが、日本での初出時にはA面がリズムサイドとなっていた。
エルヴィスはアルバムの出来に満足し、RCA重役のビル・ブロックに宛てた手紙の中で「私たちがこのアルバムの出来にどんなに満足しているか、お知らせしたく思います」と書き送っている。

除隊後のエルヴィスのライヴパフォーマンスは1960年3月26日のフランク・シナトラ・タイメックス・ショーへのTV出演と、
1961年2月25日のメンフィスのエリス・オーディトリアムでの2回のコンサート、3月25日のハワイでのコンサートの4回を行ったのみで、
1968年のカムバック・スペシャルと1969年のラスヴェガス公演までコンサート活動は途絶えていた。
1999年にアップグレイド・バージョンとして6曲のボーナストラックが加えられた。
「マリーは恋人」と「リトル・シスター」は両面ともヒットしたもののラジオで放送回数を2分してしまい「マリーは恋人」が4位、「リトル・シスター」が5位止まりだった。

ギターのハンク・ガーランドは1961年9月に交通事故に遭い2度とギターの弾けない体になってしまったため「リトル・シスター」が最後のエルヴィスとの録音になってしまった。
2011年に「エルヴィス・イズ・バック」のレガシー・エディションのディスク2としてボーナストラックを加えてカップリングされた。
曲順がオリジナルアルバム通りの順番に並べ替えられ、その後にボーナストラックという順番になったものの、
収録曲自体は「エルヴィス・イズ・バック」と「歌の贈り物」のアップグレイド・ヴァージョンを合わせたものと変わらず、未発表曲や別テイクなどは収録されていない。

## 収録曲

### A面
| Track | Recorded | Song Title                   | Writer(s)         | Time                               |      |
| ----- | -------- | ---------------------------- | ----------------- | ---------------------------------- | ---- |
| 1.    | 61/3/12  | ゼアズ・オールウェイズ・ミー | There's Always Me | Don Robertson                      | 2:16 |
| 2.    | 61/3/12  | ギヴ・ミー・ザ・ライト       | Give Me the Right | Fred Wise and Norman Blagman       | 2:32 |
| 3.    | 61/3/12  | イッツ・ア・シン             | It's A Sin        | Fred Rose and Zeb Turner           | 2:39 |
| 4.    | 61/3/13  | センチメンタル・ミー         | Sentimental Me    | James T. Morehead and James Cassin | 2:31 |
| 5.    | 61/3/13  | スターティング・トゥデイ     | Starting Today    | Don Robertson                      | 2:03 |
| 6.    | 61/3/12  | ジェントリー                 | Gently            | Murray Wisell and Edward Lisbona   | 2:15 |

### B面
| Track | Recorded | Song Title                                       | Writer(s)                     | Time                                  |      |
| ----- | -------- | ------------------------------------------------ | ----------------------------- | ------------------------------------- | ---- |
| 1.    | 61/3/12  | アイム・カミング・ホーム                         | I'm Comin' Home               | Charlie Rich                          | 2:20 |
| 2.    | 61/3/12  | あなたの腕で                                     | In Your Arms                  | Aaron Schroeder and Wally Gold        | 1:50 |
| 3.    | 61/3/13  | 悪いのは僕だ                                     | Put the Blame On Me           | Fred Wise, Kay Twomey, Norman Blagman | 1:57 |
| 4.    | 61/3/13  | ジュディ                                         | Judy                          | Teddy Redell                          | 2:10 |
| 5.    | 61/3/12  | アイ・ウォント・ユー・ウィズ・ミー               | I Want You With Me            | Woody Harris                          | 2:13 |
| 6.    | 60/11/8  | アイ・スリップト,アイ・スタンブルド,アイ・フェル | I Slipped, I Stumbled, I Fell | Fred Wise and Ben Weisman             | 1:35 |

### 1999年アップグレイド・バージョン
| Track | Recorded |                                                  | Song Title                             | Writer(s)                             | Time |
| ----- | -------- | ------------------------------------------------ | -------------------------------------- | ------------------------------------- | ---- |
| 1.    | 60/10/30 | サレンダー                                       | Surrender                              | Doc Pomus and Mort Shuman             | 1:51 |
| 2.    | 61/3/12  | ゼアズ・オールウェイズ・ミー                     | There's Always Me                      | Don Robertson                         | 2:16 |
| 3.    | 61/3/12  | ギヴ・ミー・ザ・ライト                           | Give Me the Right                      | Fred Wise and Norman Blagman          | 2:32 |
| 4.    | 61/3/12  | イッツ・ア・シン                                 | It's A Sin                             | Fred Rose and Zeb Turner              | 2:39 |
| 5.    | 61/3/13  | センチメンタル・ミー                             | Sentimental Me                         | James T. Morehead and James Cassin    | 2:31 |
| 6.    | 61/3/13  | スターティング・トゥデイ                         | Starting Today                         | Don Robertson                         | 2:03 |
| 7.    | 61/3/12  | ジェントリー                                     | Gently                                 | Murray Wisell and Edward Lisbona      | 2:15 |
| 8.    | 61/3/12  | アイム・カミング・ホーム                         | I'm Coming Home                        | Charlie Rich                          | 2:20 |
| 9.    | 61/3/12  | あなたの腕で                                     | In Your Arms                           | Aaron Schroeder and Wally Gold        | 1:50 |
| 10.   | 61/3/13  | 悪いのは僕だ                                     | Put the Blame On Me                    | Fred Wise, Kay Twomey, Norman Blagman | 1:57 |
| 11.   | 61/3/13  | ジュディ                                         | Judy                                   | Teddy Redell                          | 2:10 |
| 12.   | 61/3/12  | アイ・ウォント・ユー・ウィズ・ミー               | I Want You With Me                     | Woody Harris                          | 2:13 |
| 13.   | 61/3/12  | アイ・フィール・ソー・バッド                     | I Feel So Bad                          | Chuck Willis                          | 2:53 |
| 14.   | 61/6/26  | マリーは恋人                                     | (Marie's the Name of) His Latest Flame | Doc Pomus and Mort Shuman             | 2:07 |
| 15.   | 61/6/26  | リトル・シスター                                 | Little Sister                          | Doc Pomus and Mort Shuman             | 2:30 |
| 16.   | 61/10/15 | グッド・ラック・チャーム                         | Good Luck Charm                        | Aaron Schroeder and Wally Gold        | 2:23 |
| 17.   | 61/10/15 | エニシング・ザッツ・パート・オブ・ユー           | Anything That's Part of You            | Don Robertson                         | 2:04 |
| 18.   | 60/11/8  | アイ・スリップト,アイ・スタンブルド,アイ・フェル | I Slipped, I Stumbled, I Fell          | Fred Wise and Ben Weisman             | 1:35 |

## 参加ミュージシャン

### 1960年10月30日～31日セッション
- エルヴィス・プレスリー(Elvis Presley) - ヴォーカル、ギター
- スコティ・ムーア(Scotty Moore) - ギター
- ハンク・ガーランド(Hank Garland) - ギター
- ボブ・ムーア(Bob Moore) - ベース
- D.J.フォンタナ(D. J. Fontana) - ドラム
- バディ・ハーマン(Buddy Harman) - ドラム
- フロイド・クレイマー(Floyd Cramer) - ピアノ
- ブーツ・ランドルフ(Boots Randolph) - サクソフォーン
- ミリー・カーカム(Millie Kirkham) - バッキングヴォーカル
- ザ・ジョーダネアーズ(The Jordanaires) - バッキングヴォーカル

### 1960年11月7日～8日セッション
- エルヴィス・プレスリー(Elvis Presley) - ヴォーカル、ギター
- スコティ・ムーア(Scotty Moore) - ギター
- タイニー・ティムブレル(Tiriy Timbrell) - リズムギター
- メイヤー・ルーピン(Meyer Rubin) - ベース
- D.J.フォンタナ(D. J. Fontana) - ドラム
- ダドレイ・ブルックス(Dudley Brooks) - ピアノ
- ザ・ジョーダネアーズ(The Jordanaires) - バッキングヴォーカル
- ジミー・ハスケル - アコーディオン

### 1961年3月12日～13日セッション
- エルヴィス・プレスリー(Elvis Presley) - ヴォーカル、ギター
- スコティ・ムーア(Scotty Moore) - ギター
- ハンク・ガーランド(Hank Garland) - ギター
- ボブ・ムーア(Bob Moore) - ベース
- D.J.フォンタナ(D. J. Fontana) - ドラム
- バディ・ハーマン(Buddy Harman) - ドラム
- フロイド・クレイマー(Floyd Cramer) - ピアノ、オルガン
- ミリー・カーカム(Millie Kirkham) - バッキングヴォーカル
- ザ・ジョーダネアーズ(The Jordanaires) - バッキングヴォーカル
- ブーツ・ランドルフ(Boots Randolph) - サクソフォーン

### 1961年6月25日～26日セッション
- エルヴィス・プレスリー(Elvis Presley) - ヴォーカル、ギター
- スコティ・ムーア(Scotty Moore) - ギター
- ハンク・ガーランド(Hank Garland) - ギター
- ニール・マシューズ(Neal Matthews) - ギター
- ボブ・ムーア(Bob Moore) - ベース
- D.J.フォンタナ(D. J. Fontana) - ドラム
- バディ・ハーマン(Buddy Harman) - ドラム
- フロイド・クレイマー(Floyd Cramer) - ピアノ、オルガン
- ゴードン・ストーカー(Gordon Stoker) - ピアノ
- ミリー・カーカム(Millie Kirkham) - バッキングヴォーカル
- ザ・ジョーダネアーズ(The Jordanaires) - バッキングヴォーカル
- ブーツ・ランドルフ(Boots Randolph) - サクソフォーン

### 1961年10月15日～16日セッション
- エルヴィス・プレスリー(Elvis Presley) - ヴォーカル、ギター
- スコティ・ムーア(Scotty Moore) - ギター
- ジェリー・ケネディ(Jerry Kennedy) - ギター
- ボブ・ムーア(Bob Moore) - ベース
- D.J.フォンタナ(D. J. Fontana) - ドラム
- バディ・ハーマン(Buddy Harman) - ドラム
- フロイド・クレイマー(Floyd Cramer) - ピアノ
- ブーツ・ランドルフ(Boots Randolph) - サクソフォーン、クラリネット
- ゴードン・ストーカーGordon Stoker - アコーディオン(For The Million And The Last Time)
- ミリー・カーカム(Millie Kirkham) - バッキングヴォーカル
- ザ・ジョーダネアーズ(The Jordanaires) - バッキングヴォーカル